# Jaume Sospedra
Pour les articles homonymes, voir Sospedra.
 (septembre 2014).
Si vous disposez d'ouvrages ou d'articles de référence ou si vous connaissez des sites web de qualité traitant du thème abordé ici, merci de compléter l'article en donnant les références utiles à sa vérifiabilité et en les liant à la section « Notes et références ».
Jaume Sospedra Julià, né le 5 novembre 1913 à Sant Boi de Llobregat (province de Barcelone, Espagne) et mort le 31 juillet 1990 à Colonia Güell (es) (Santa Coloma de Cervelló), est un footballeur espagnol des années 1930 et 1940 qui jouait au poste d'ailier droit.

## Biographie
Jaume Sospedra est un ailier droit, grand dribleur et spécialiste des centres. Il débute au Güell FC, club de Colònia Güell. En 1931, il passe dans les rangs du FC Santboià, puis dans ceux du CF Gavà en 1934. Un an après, il joue avec CE Sabadell où il reste jusqu'en 1939.
En 1939, à la reprise des compétitions après la fin de la Guerre civile espagnole, il rejoint le FC Barcelone. Il reste au Barça pendant huit saisons, jusqu'en 1947. Il remporte le championnat d'Espagne en 1945 et une Coupe d'Espagne en 1942. Lors de la finale de Coupe en 1942, Sospedra est l'auteur du centre du but marqué par Mariano Martín qui donne la victoire au FC Barcelone 4 à 3 dans les prolongations. Sospedra joue un total de 161 matchs avec Barcelone et il inscrit 38 buts.
En 1947, il est recruté par l'Espanyol de Barcelone où il joue pendant une saison avant de mettre un terme à sa carrière de footballeur.

## Palmarès
Avec le FC Barcelone :
- Champion d'Espagne en 1945
- Vainqueur de la Coupe d'Espagne en 1942
- Vainqueur de la Copa de Oro Argentina en 1945